# Rhinolophus eloquens
Rhinolophus eloquens е вид прилеп от семейство Подковоносови (Rhinolophidae). Видът не е застрашен от изчезване.

## Разпространение и местообитание
Разпространен е в Етиопия, Кения, Руанда, Сомалия, Танзания, Уганда и Южен Судан.
Обитава гористи местности, пещери и савани в райони с тропически и субтропичен климат, при средна месечна температура около 22,5 градуса.

## Описание
Теглото им е около 19,2 g.